# Twist and Shout (альбом)
Twist and Shout (с англ. — «Вертись и кричи») — второй альбом The Beatles, выпущенный в Канаде лейблом Capitol Records в моно-записи (номер по каталогу T 6054). В него вошли в основном песни с первого LP-альбома группы, вышедшего в Великобритании — Please Please Me.

## Список композиций
Все песни написаны Джоном Ленноном и Полом Маккартни, за исключением особо отмеченных.
| №  | Название           | Автор(ы)                  | Длительность |
| -- | ------------------ | ------------------------- | ------------ |
| 1. | «Anna (Go to Him)» | Артур Александер          | 2:57         |
| 2. | «Chains»           | Джерри Гоффин, Кэрол Кинг | 2:26         |
| 3. | «Boys»             | Лютер Диксон, Уэс Фаррелл | 2:27         |
| 4. | «Ask Me Why»       |                           | 2:27         |
| 5. | «Please Please Me» |                           | 2:03         |
| 6. | «Love Me Do»       |                           | 2:22         |
| 7. | «From Me to You»   |                           | 1:57         |

| №   | Название                       | Автор(ы)                                                                                  | Длительность |
| --- | ------------------------------ | ----------------------------------------------------------------------------------------- | ------------ |
| 8.  | «P.S. I Love You»              |                                                                                           | 2:05         |
| 9.  | «Baby It’s You»                | Берт Бакарак, Мак Дэвид, Барни Уильямс (англ. Barney Williams) − псевдоним Лютера Диксона | 2:38         |
| 10. | «Do You Want to Know a Secret» |                                                                                           | 1:59         |
| 11. | «A Taste of Honey»             | Рик Марлоу, Бобби Скотт                                                                   | 2:05         |
| 12. | «There’s a Place»              |                                                                                           | 1:52         |
| 13. | «Twist and Shout»              | Фил Медлей, Берт Расселл                                                                  | 2:33         |
| 14. | «She Loves You»                |                                                                                           | 2:22         |

## Различия с альбомомPlease Please Me
- «I Saw Her Standing There» (вступительный трек Please Please Me) и «Misery» не были включены в Twist and Shout. Оба эти трека вышли на следующем канадском LP-альбоме, The Beatles’ Long Tall Sally.
- Были добавлены «From Me to You» и «She Loves You», выпущенные в Великобритании как стороны «А» синглов.

## Переиздание
Стерео-версия этого альбома была выпущена в 1978, номер по каталогу ST 6054.